# Eria virginalis
Eria virginalis är en orkidéart som beskrevs av Rudolf Schlechter. Eria virginalis ingår i släktet Eria och familjen orkidéer.
Artens utbredningsområde är Sulawesi. Inga underarter finns listade i Catalogue of Life.